# 侏儒倉鼠
侏儒倉鼠，學名Phodopus，又稱毛足鼠，是哺乳綱囓齒目倉鼠科的一屬，同科的動物尚有大倉鼠屬（大倉鼠）、中倉鼠屬（羅馬尼亞中倉鼠）、原倉鼠屬（原倉鼠）等之數種哺乳動物。
侏儒倉鼠屬有三種小型倉鼠物種，這三種倉鼠腳背與腳底都布滿毛，其他倉鼠則只有腳背有毛，因為這個特點所以侏儒倉鼠屬又被稱為毛足鼠。

## 物種
- 坎貝爾侏儒倉鼠(Phodopus campbelli)
- 沙漠侏儒倉鼠或羅伯羅夫倉鼠(Phodopus roborovski)
- 短尾侏儒倉鼠(Phodopus sungorus)